# Kennedia
Kennedia (Kennedien oder Purpurbohnen) ist eine Gattung, die in der Familie der Hülsenfrüchtler (Fabaceae) zur Unterfamilie Schmetterlingsblütler (Faboideae) gehört.

## Beschreibung

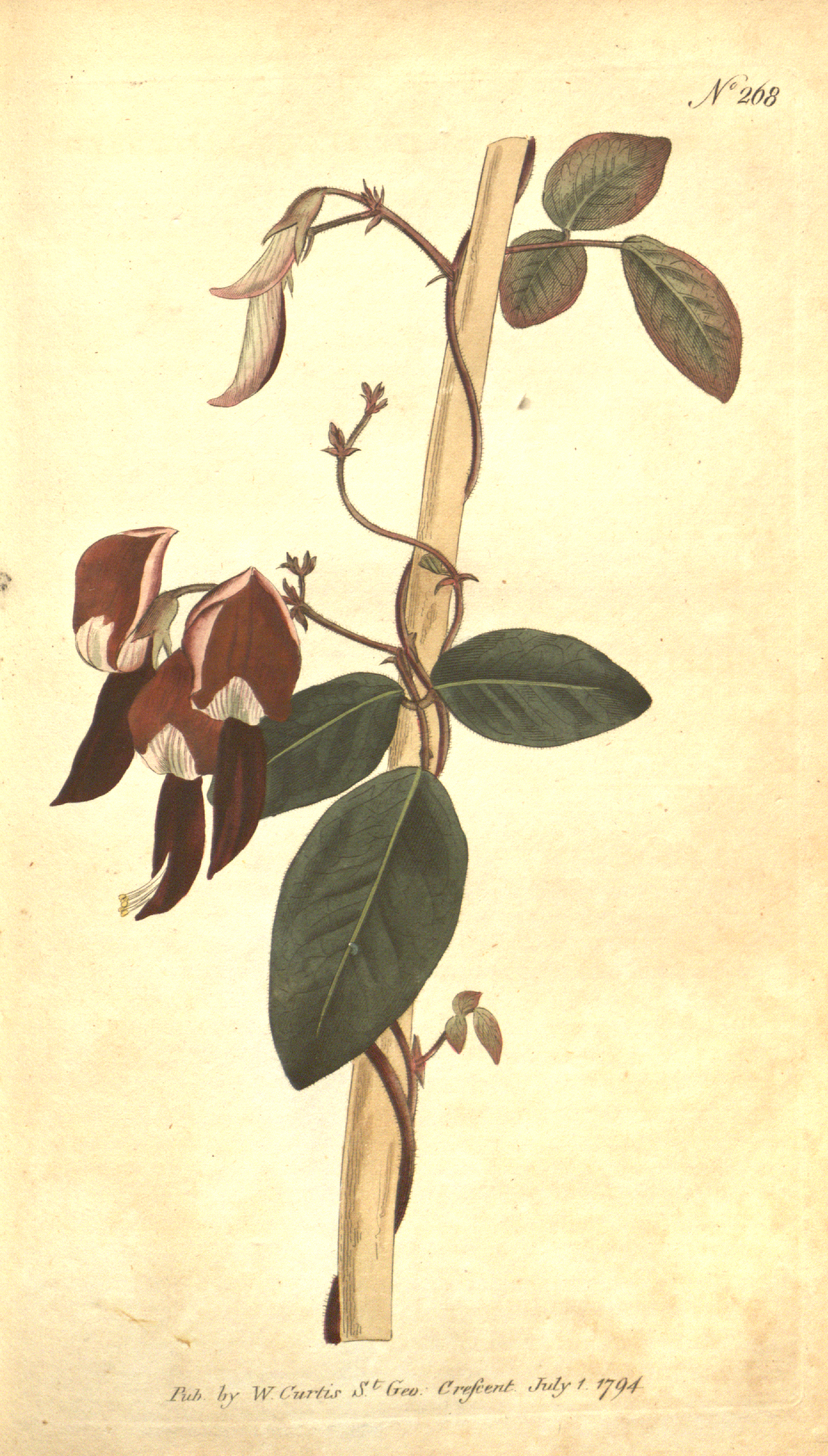
Illustration der Korallenbohne (Kennedia rubicunda) aus The Botanical Magazine, Tafel 268, Volume 8, 1794

### Vegetative Merkmale
Die Kennedia-Arten sind immergrüne, verholzende oder ausdauernde krautige Pflanzen. Es handelt sich ausschließlich um Kletterpflanzen. Sie enthalten keine Harze und ätherische Öle. 
Die gut entwickelten Laubblätter sind meist dreiteilig gefiedert. Die kurz gestielten Blättchen sind ganzrandig. Es sind Nebenblätter und Nebenblättchen vorhanden.

### Generative Merkmale
Es werden Trauben oder Dolden gebildet oder die Blüten erscheinen einzeln bis zu zweit. Die Schmetterlingsblüten sind zwittrig. Die oberen zwei Kelchzähne sind verwachsen. Die Fahne ist leicht geöhrt. Die 10 Staubblätter sind diadelpisch. Die Blütenfarben reichen von rosafarben bis dunkelrot, gelb und schwarz. Die 12–100 Millimeter langen Hülsenfrüchte weisen keine Stacheln und wenige kurze Haare auf. Sie enthalten 4 bis 50 Samen enthalten.

## Verbreitung und Bedrohung
Alle Arten der Gattung Kennedia sind in Australien beheimatet. Von den elf Arten im Bundesstaat Western Australia sind zehn Arten endemisch. Die meisten Arten sind nicht bedroht. Allerdings sind Kennedia glabrata und Kennedia lateritia selten und geschützt, der Bestand an Kennedia beckxiana wird beobachtet.

## Systematik

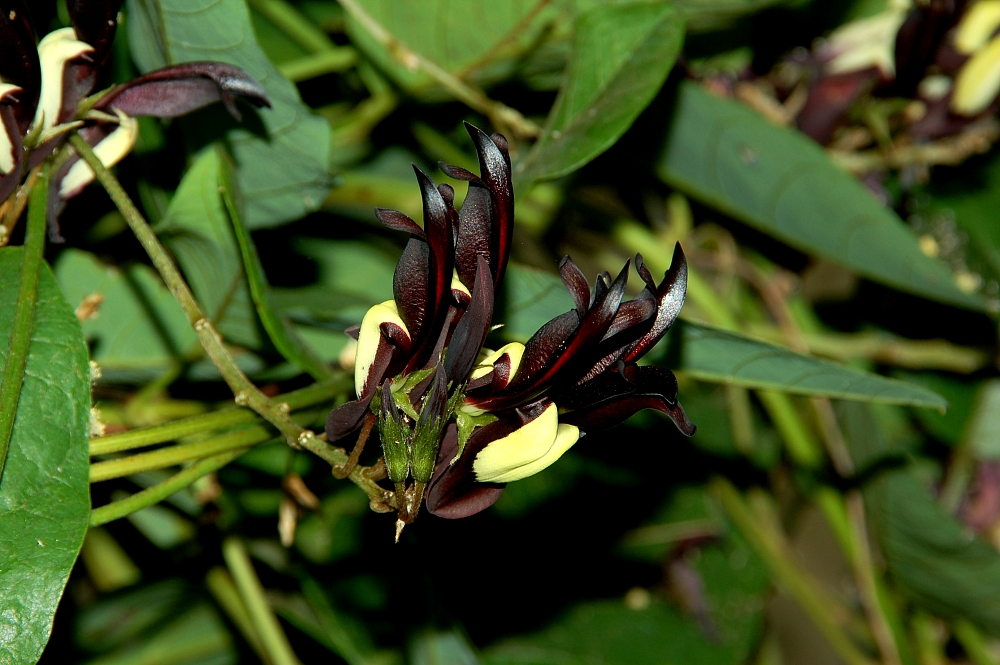
Blüten von Kennedia nigricans

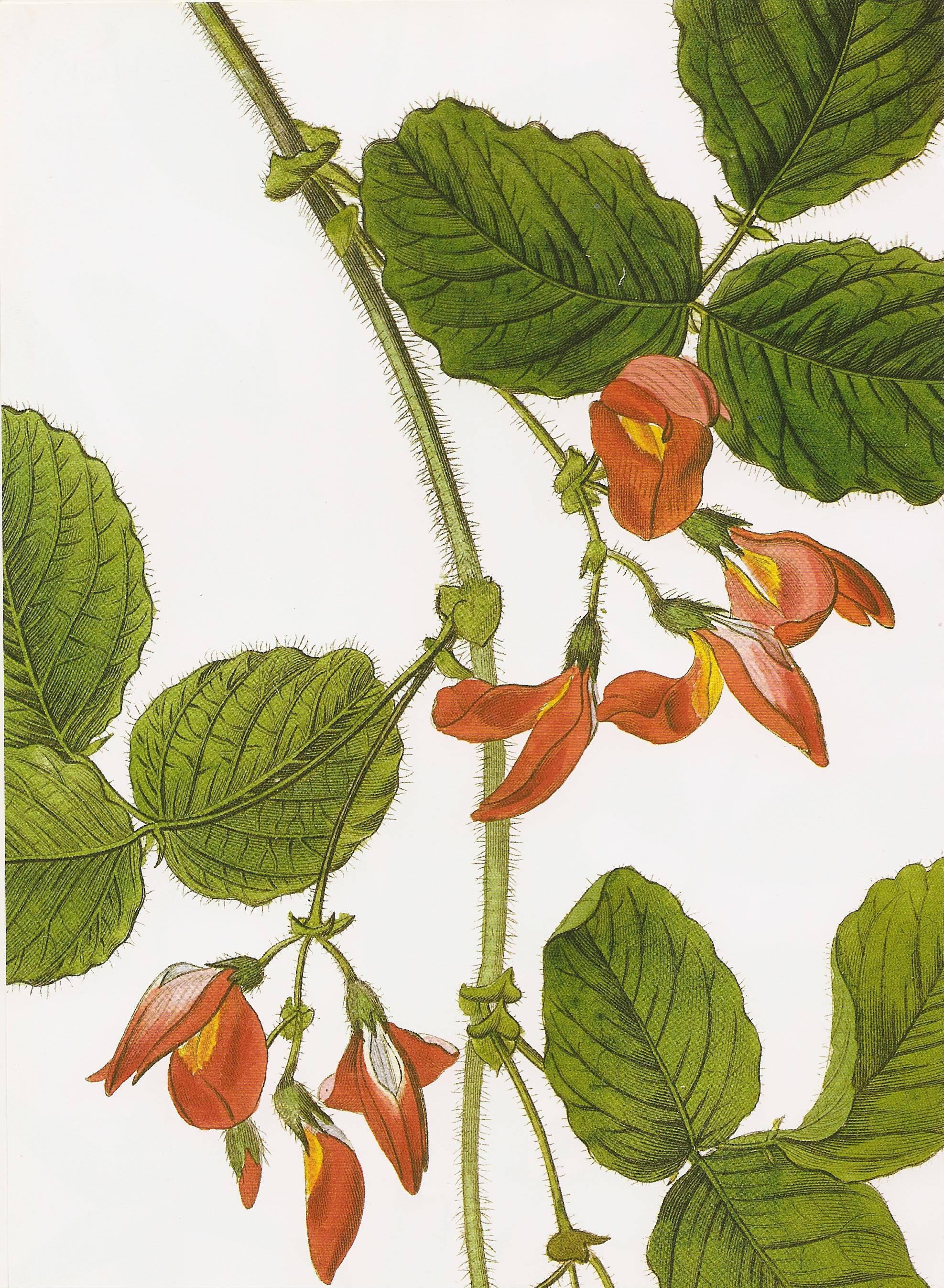
Illustration von Kennedia prostrata

Die Gattung Kennedia wurde 1805 durch Étienne Pierre Ventenat in Jardin de la Malmaison, Tafel 104 aufgestellt. Der Name ehrt John Kennedy (1759–1842), einen englischen Gärtner und Pflanzenzüchter aus London. Synonyme für Kennedia
Vent. nom. cons. sind: Caulinia Moench, Kennedya DC. orth. var., Physolobium Benth., Zichya Hügel.
In der Gattung Kennedia gibt es etwa 16 Arten, darunter:
- Kennedia beckxiana F.Muell.
- Kennedia carinata (Benth.) Van Houtte
- Kennedia coccinea Vent.
- Kennedia eximia Lindl. ex Paxton
- Kennedia glabrata Lindl.
- Kennedia lateritia F.Muell.
- Kennedia nigricans Lindl.
- Kennedia prorepens (F.Muell.) F.Muell.
- Kennedia prostrata R.Br.
- Kennedia retrorsa Hemsl.
- Korallenbohne (Kennedia rubicunda (Schneev.) Vent.)
- Kennedia stirlingii Lindl.